# Mousehole
Mousehole [ˈmaʊzəl] ist ein Dorf mit etwa 850 Einwohnern im Südwesten Englands (Großbritannien). Es liegt an der südwestlichen Spitze Großbritanniens im ehemaligen District Penwith der Grafschaft Cornwall, zwischen Penzance und Land’s End, eingebettet in eine weitläufige Bucht der südenglischen Küste. Verwaltungsmäßig gehört Mousehole zu einem der fünf Stadtbezirke von Penzance.

## Geschichte
Mousehole blickt auf eine lange Geschichte zurück, die bereits 400 v. Chr. mit dem Bau der südlichen Hafenmauer begann. Diese war in der frühen Christenzeit viele Jahre lang Navigationshilfe für Pilgerschiffe nach Rom. Schon 1393 wurde ein Wellenbrecher vor der Hafenzufahrt erbaut, um das Dorf  zu schützen. Erst später kam ein zweiter Wellenbrecher hinzu.
Zunächst nannte sich das Dorf Porth Enys (Insel-Hafen). Erst zu einem späteren Zeitpunkt wurde der Ort in Mousehole umbenannt. Über die Herkunft des Namens wird jedoch gerätselt. Es wird vermutet, dass sich der Name von dem kornischen Wort Mowesheyl ableitet, was so viel bedeutet wie „an der Mündung des Flusses der jungen Frauen“. Manche Erklärungsversuche beziehen sich aber auch auf das Erscheinungsbild des kleinen Hafens bzw. einer Höhle in der Nähe des Dorfes.

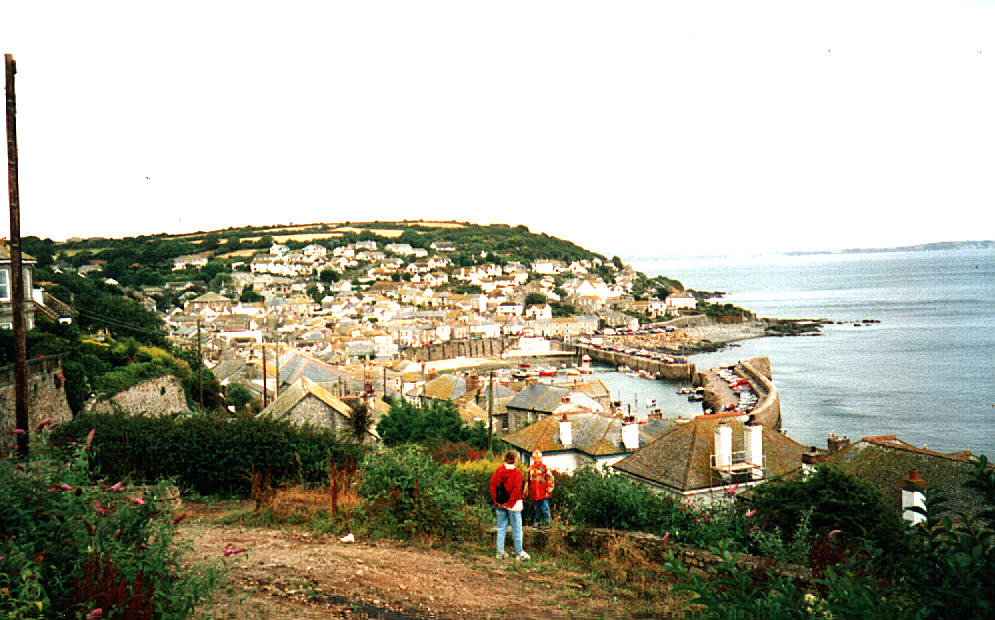
Blick auf Mousehole

Jedenfalls entwickelte sich Mousehole in den nachfolgenden Jahrhunderten zu einem wichtigen Hafen in Mount’s Bay, bis die Häfen von Penzance und Newlyn im 16. Jahrhundert stetig größer wurden. Trotzdem gewann der Hafen Mouseholes als Fischereihafen immer mehr an Bedeutung. Regelmäßige Jahrmärkte und Wochenmärkte belebten damals das aufstrebende Dorf. So durfte ab 1292 jeden Donnerstag ein Markt abgehalten werden und ein dreitägiger Jahrmarkt zum St. Barnabas Festival. Ab 1313, bis zum englisch-spanischen Krieg, wurde ein siebentägiger Jahrmarkt zum St. Bartholomäus-Festival erlaubt.
Nach und nach wurden die Hafenmauern vergrößert, um das Dorf vor Sturmfluten zu sichern. Noch heute kann die Hafenzufahrt mit dicken Holzbalken verschlossen werden, um ihn vor den schrecklichen Wintersturmfluten zu schützen. Ca. 1392 wurde ein neuer Kai gebaut, der 1422 und später 1870 erweitert und 1435 ausgebessert wurde. Etwa 1395 wurde durch eine Sturmflut eine Kapelle, die am Rande des Ufers in der Nähe Mouseholes stand, zerstört. Aus diesem Grunde wurde ungefähr 1414 eine kleine Kapelle, die der St. Mary gewidmet wurde, im Ortskern selbst wieder aufgebaut.

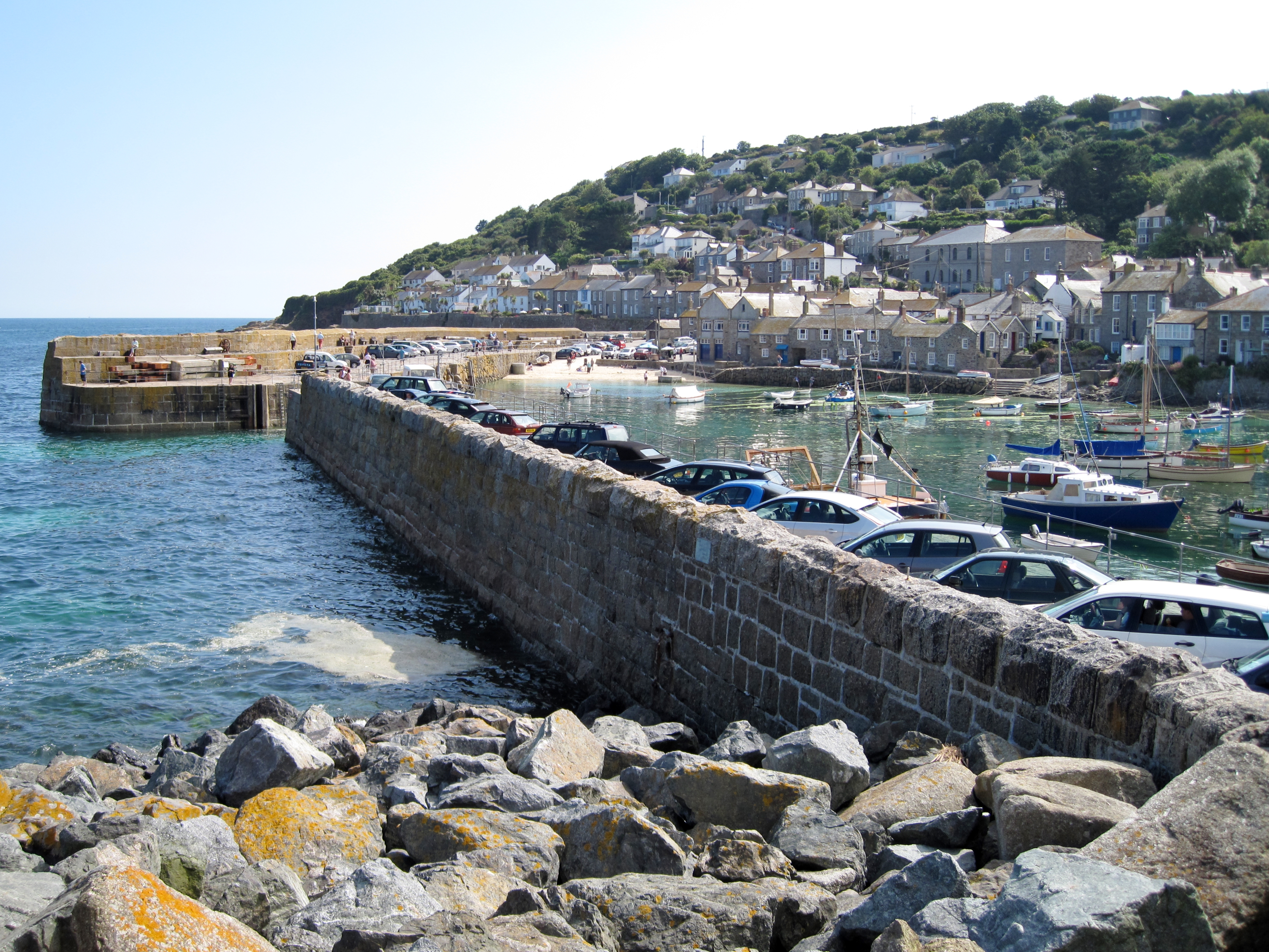
Hafeneinfahrt

Während des englisch-spanischen Krieges wurde der Hafen von Mousehole 1595 von 200 Spaniern vom Wasserweg aus eingenommen, um von dort ihre Soldaten an Land zu bringen, die über Cornwall ins Landesinnere gelangen sollten. Nach der Landung von vier Galeeren wurde, um Widerstände zu brechen, Mousehole wie auch der gemeindezugehörige Nachbarort Paul völlig niedergebrannt. Während alle Einwohner fluchtartig das Dorf verließen, verteidigte lediglich ein Mann, Jenkyn Keigwin, sein Haus. Er rettete zwar das Gebäude, wurde jedoch durch einen Spanier daraufhin erschossen. Es war das einzige Haus, das nicht verbrannte, und es wurde nach dem Wiederaufbau des Dorfes zum „Keigwin Arms“-Pub. Heute befindet es sich jedoch wieder in Privatbesitz und wird bewohnt.
Zu jenem Zeitpunkt wurde in Cornwall noch nicht Englisch als Muttersprache gesprochen, sondern Kornisch, eine keltische Sprache, nahe verwandt mit Walisisch und Bretonisch. Erst im 17. Jahrhundert verdrängte die englische Sprache das bis dahin traditionelle Kornisch. Die letzte bekannte Person, die flüssig Kornisch als Muttersprache sprechen konnte, soll Dolly Pentreath aus Mousehole gewesen sein. Sie starb im Jahr 1777 und erhielt 1860 von Prinz Louis Bonaparte ein Denkmal in der Kirche der Nachbarortschaft Paul.
Nach der Rettung der Crew des gestrandeten Frachtschiffes Baltic 1907 durch sechs Fischer aus Mousehole gründete sich dort eine Station der Royal National Lifeboat Institution. Die Station wurde 1913 an den Penlee Point etwa 800 m nördlich des Hafens verlegt, aber weiterhin von Einwohnern aus Mousehole besetzt. Als am 1. Dezember 1920 die Ansgir am Penzer Point etwa 1,5 km südlich von Mousehole auf der felsigen Küste strandete, wurde ihre Besatzung von den Männern der Station gerettet. Am 19. Dezember 1981 sank das Penlee-Rettungsboot Solomon Browne während eines Rettungsversuches der Union Star. Dabei ertrank die gesamte Rettungsmannschaft. Danach wurde die Station geschlossen.

## Traditionen und Legenden

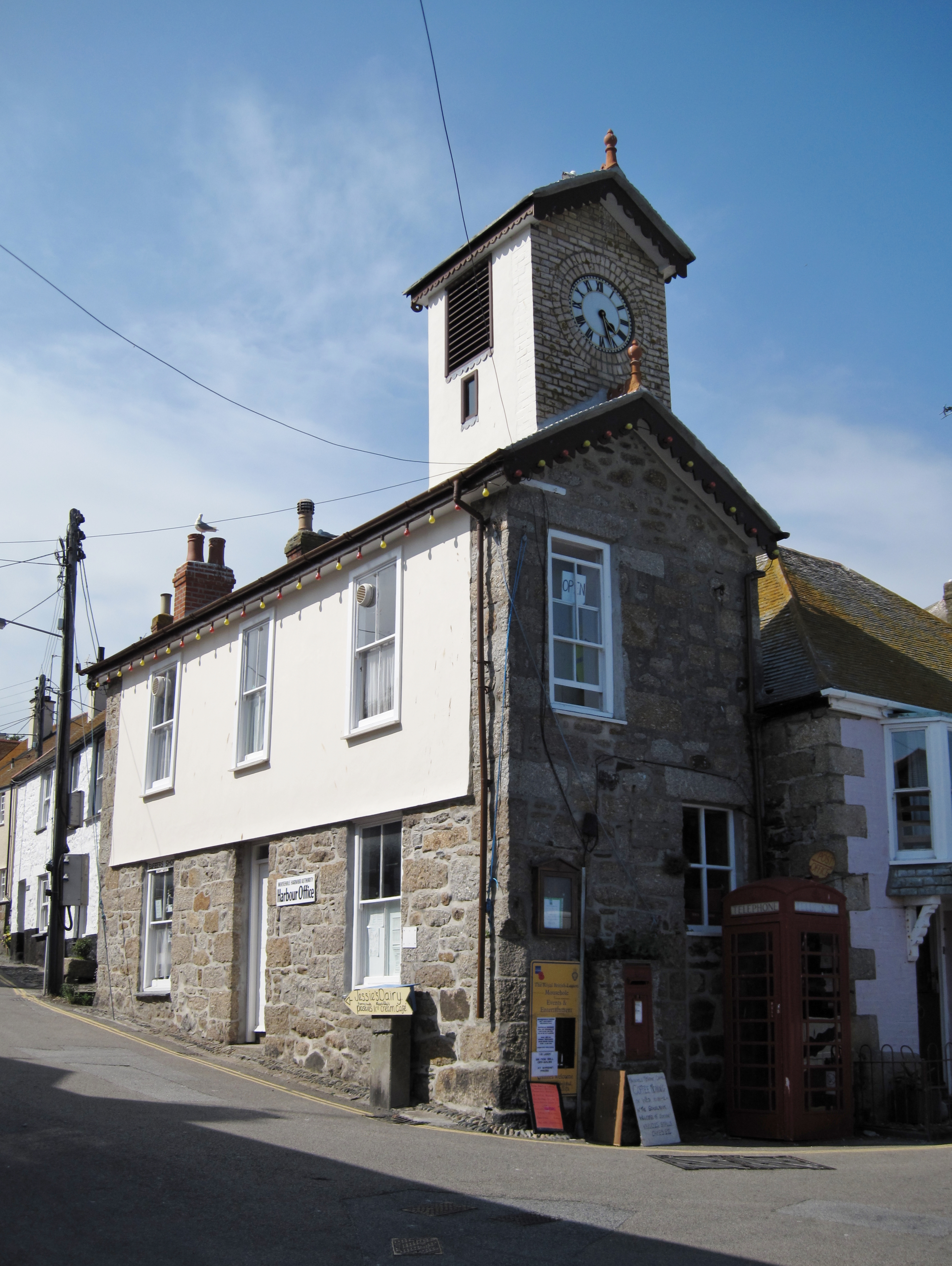
Harbour Office

Eine bekannte Tradition ist das Festival Tom Bawcock’s Eve. Der Legende nach hinderte in ferner Vergangenheit ein langandauerndes, raues Winterwetter die Mousehole-Fischer, hinauszufahren, um zu fischen. Die Nahrungsvorräte gingen schnell zu Neige, und eine Hungersnot kündigte sich im Dorf an. Der tapfere Fischer Tom Bawcock wagte es trotzdem und kam mit einem Fischfang zurück, der ausreichte, die Dorfbewohner zu ernähren. Ihm zu Ehren wird in jedem Jahr am 23. Dezember im Rahmen eines großen Dorffestes eine riesengroße Fischpastete, die sogenannte Stargazy Pie, gebacken und im The Ship Inn am Pier serviert.

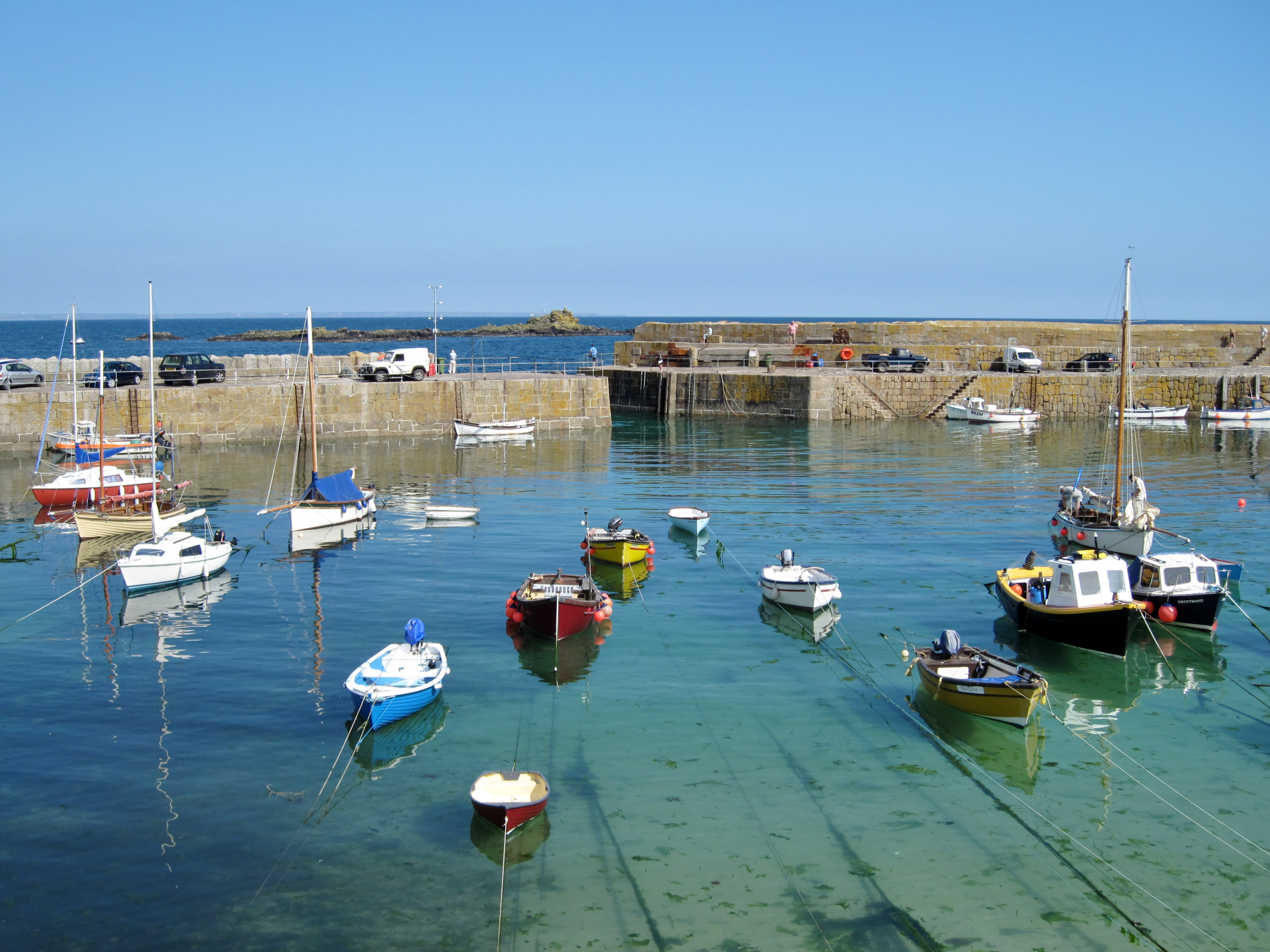
Hafen mit vorgelagerter Insel

Bereits Ende September jeden Jahres beginnt das Dorf mit den Vorbereitungen der sehenswerten Christmas Lights. Seit nahezu 40 Jahren wird das Fest mit dem Mousehole-Männerchor und einer Blaskapelle eröffnet. Entlang der Hafenmauer schmücken grell leuchtende und bunte Lichter und Bilder das Dorf bis eine Woche nach Neujahr. Die Erlöse kommen einem wohltätigen Zweck zugute. Lediglich am 19. Dezember zwischen 20:00 Uhr und 21:00 Uhr erlöschen die Lichter in Gedenken an die ertrunkene Solomon Browne Rettungsboot-Mannschaft.
Unmittelbar vor der Hafenmauer befindet sich die kleine Felseninsel St. Clement’s Isle im Meer. Hier soll, so erzählt man, vor langer Zeit ein uralter Einsiedler gehaust haben.
Das Sea Salt & Sail - Festival wird alle zwei Jahre in Mousehole ausgerichtet. Sinn dieses maritimen Festivals ist es, den Menschen das alte Fischerhandwerk nahezubringen. Historische Handwerkskunst, Fischerei vor Jahrhunderten und alte Lebensweisen werden vermittelt. Neben den sportlichen Segelaktionen und informativen, handwerklichen Darbietungen kommt der Spaß nicht zu kurz. Jedes Event wird durch Shows aller Art begleitet.

## Mousehole heute

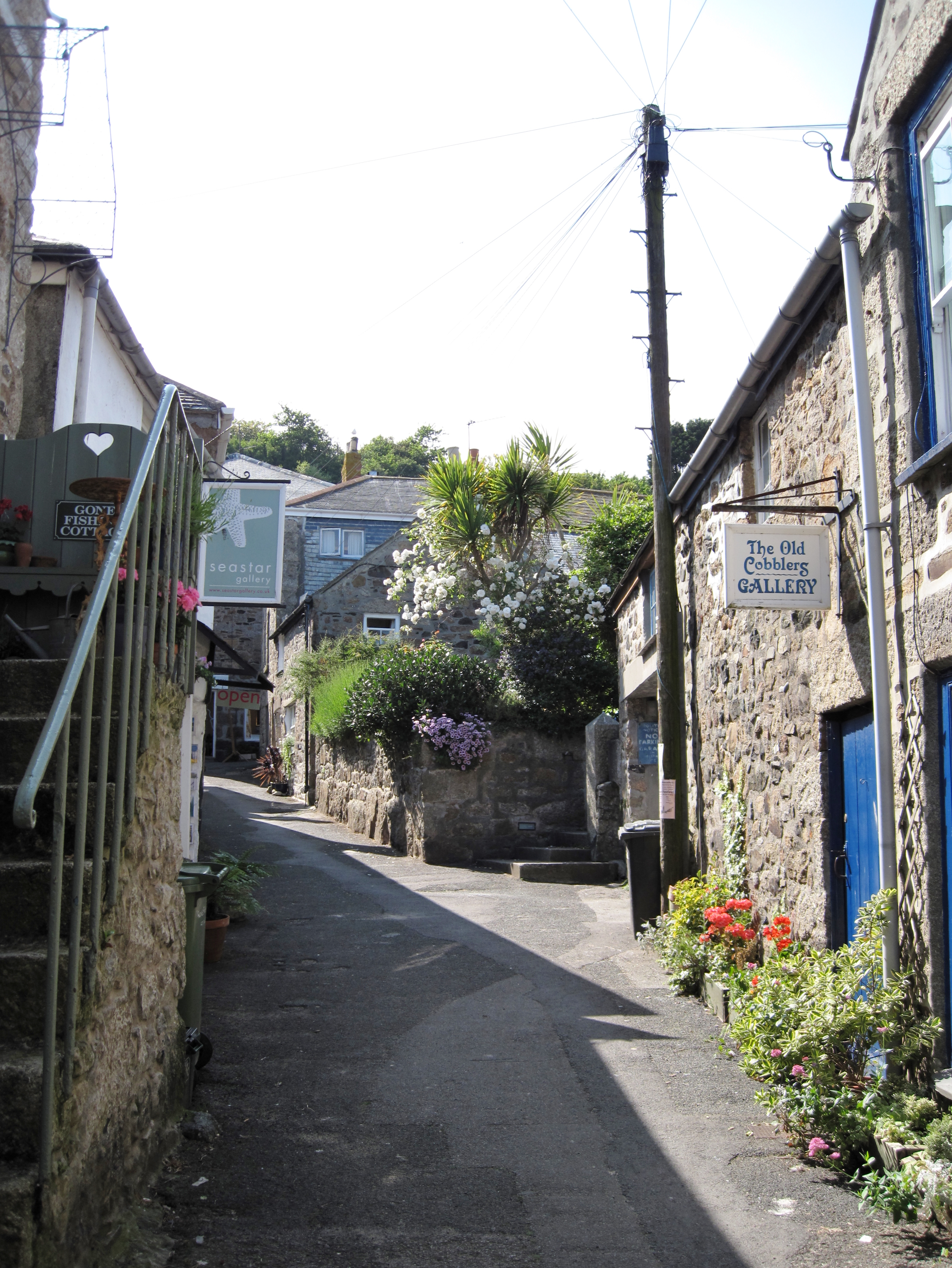
Gasse in Mousehole

Der Ort ist in den letzten Jahrzehnten nicht durch größere Ansiedlungen und Industrialisierung verändert worden. So findet man heute noch den alten dörflichen Reiz vor, der zu jeder Jahreszeit viele Touristen anlockt. Mousehole rühmt sich heute, eines der schönsten Fischerdörfer Großbritanniens zu sein. 
Erreicht man Mousehole von Penzance kommend, erreicht man den kleinen Fischerhafen im Ortskern durch enge und verschlungene Sträßchen. Drumherum erstrecken sich in Hanglage viele schmale und steile Gässchen mit gepflegten alten, aus Granitstein und Schiefer gebauten Häusern, die auf das Hafengebiet und den Atlantischen Ozean herabsehen. Hier finden sich heute nicht nur Fischerboote, sondern auch Segelboote und Yachten von Urlaubern.
Der Ausläufer des Golfstromes sorgt in Mount’s Bay für eine Art mildes, subtropisches Klima, in dem auch exotische Pflanzen gedeihen. Diese natürliche Exotik findet man auch in Mousehole wieder, wo sich der Besucher z. B. über Palmengewächse wundert.
Der englische Dichter Dylan Thomas, der 1938 dort seine Flitterwochen verbrachte, beschreibt den Ort als „The loveliest village in England“.

## Der Name „Mousehole“

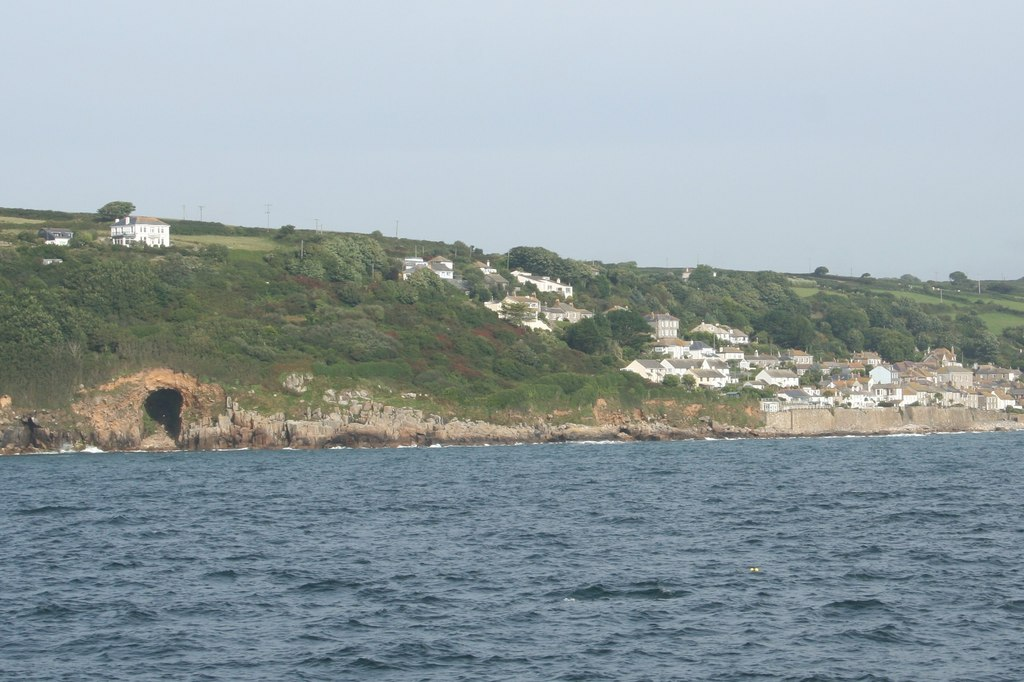
Die namensgebende Höhle

Der Name bedeutet „Mauseloch“ und bezieht sich auf eine Höhle südlich des Dorfes. Er erscheint erstmals 1242 in der latinisierten Form Pertusum Muris. Das Dorf war in der kornischen Sprache auch als Porthenys bekannt, was „Inselhafen“ bedeutet (in Bezug auf St. Clement’s Insel).

## Sehenswürdigkeiten
Natürlich steht an erster Stelle der Hafen, der Mousehole zu einer Touristenattraktion macht. Er ist einer der ältesten britischen Fischerhäfen. Sehenswert sind um Weihnachten herum die Christmas Lights und am  23. Dezember das Tom Bawcock’s Eve-Fest.

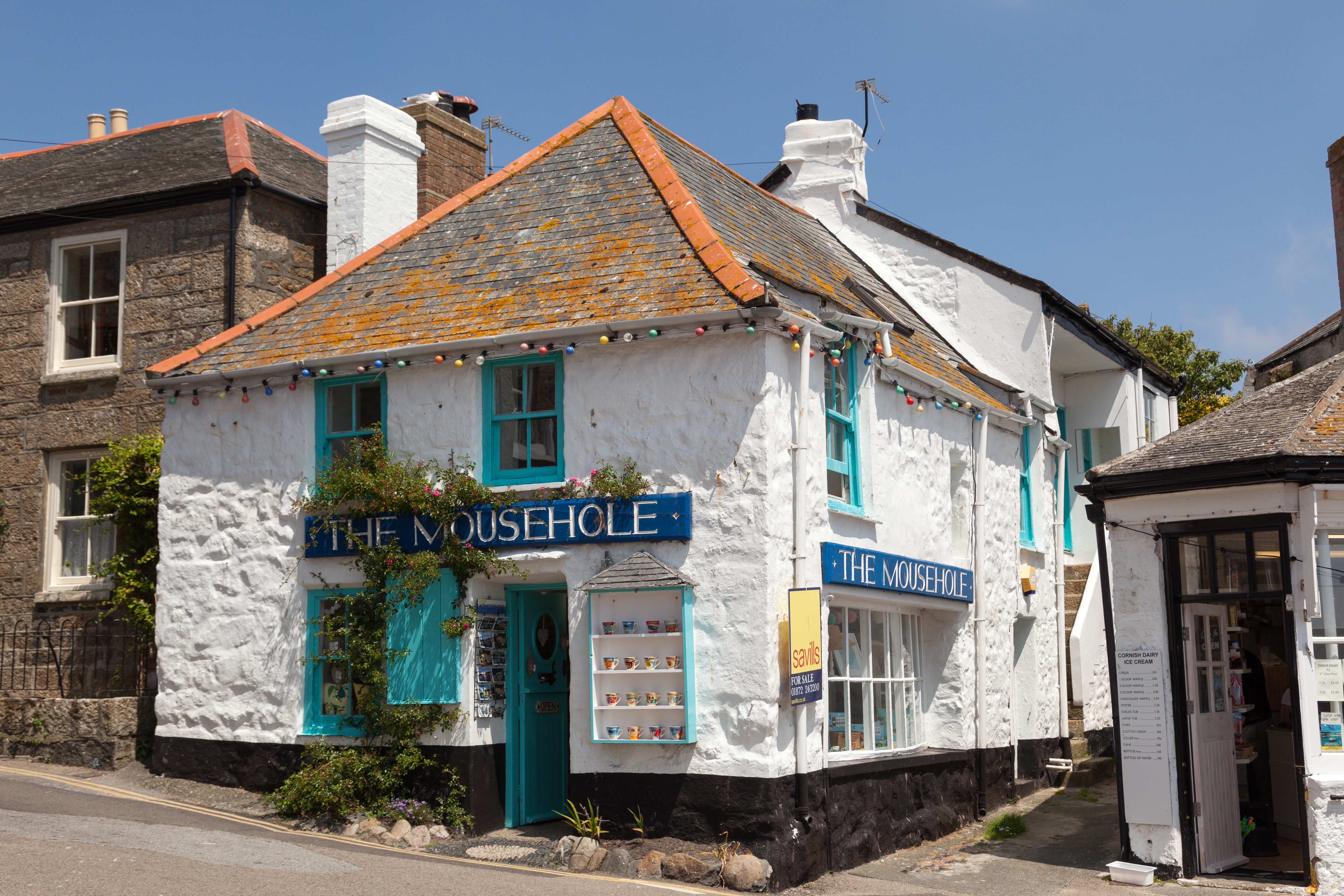
Straße am Keigwin Arms (links)

Neben dem Dorf Mousehole selbst sollte man nicht versäumen, das älteste Haus des Ortes aufzusuchen, das „Keigwin Arms“, das im 14. Jahrhundert erbaut wurde und den Brand im Jahr 1595 als einziges Haus überstand. „The Ship Inn“ ist ein Pub mit Blick auf den Hafen direkt am Pier gelegen und über die Grenzen von Mousehole hinaus bekannt.

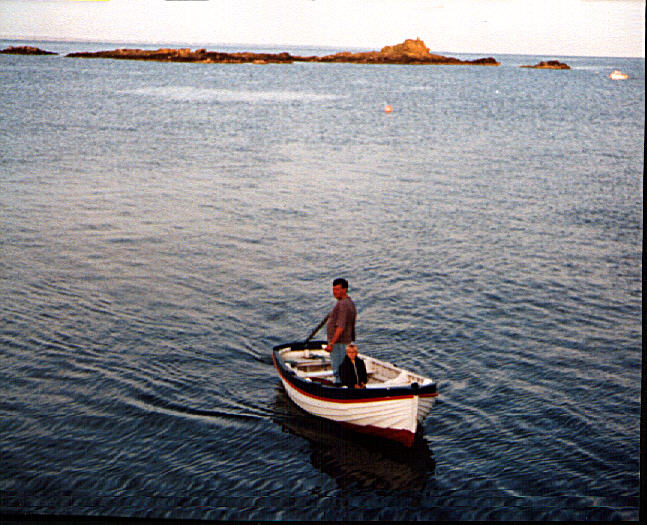
Blick auf die „St. Clement’s Insel“

Etwa 150 Meter südlich vom Dorfkern entfernt, am Fuß eines Berges, befindet sich eine große Höhle, bekannt als „The Mouse-Hole“, deren Eingangsbereich etwa 15 Meter hoch und 10 Meter breit ist. Danach führt die Höhle ca. 45 Meter in die Klippe hinein. Einer Theorie zufolge war diese Höhle Namensgeber des Ortes.
Für geübte und gute Schwimmer ist die kleine Felseninsel St. Clement’s Isle zu empfehlen, die etwa 800 Meter vom Festland entfernt liegt. Das „Wild Bird Hospital“ und Vogelschutzgebiet in Mousehole hilft jährlich über 1500 wilden Vögeln und ist mittlerweile ein Touristenmagnet geworden.

## Persönlichkeiten
- Dolly Pentreath (1692–1777), Fischhändlerin; sie gilt als der letzte Muttersprachler der Kornischen Sprache